# 马号镇
马号镇，是中华人民共和国贵州省黔东南苗族侗族自治州施秉县下辖的一个乡镇级行政单位。
2016年1月29日，贵州省人民政府批复同意撤销马号乡建制，设置马号镇。撤乡设镇后行政区域和政府驻地不变。

## 行政区划
马号镇下辖以下地区：
江元哨村、金钟村、老县村、楼寨村、冰洞村、冰溪村、六合村、黄古村和平扒村。